# Tupadły (Kcynia)
Tupadły (deutsch Gut Tupadly) ist ein Dorf innerhalb des Powiat Nakielski der polnischen Woiwodschaft Kujawien-Pommern. Das Dorf ist als Schulzenamt (sołectwo) Teil der Landgemeinde Kcynia (Exin).

## Geographische Lage
Tupadły liegt rund 500 Meter westlich der Wojewodschaftsstraße 241 (Droga wojewódzka nr 241) von Wągrowiec nach Nakło nad Notecią und etwa 2 Kilometer nordöstlich von Kcynia.

## Geschichte

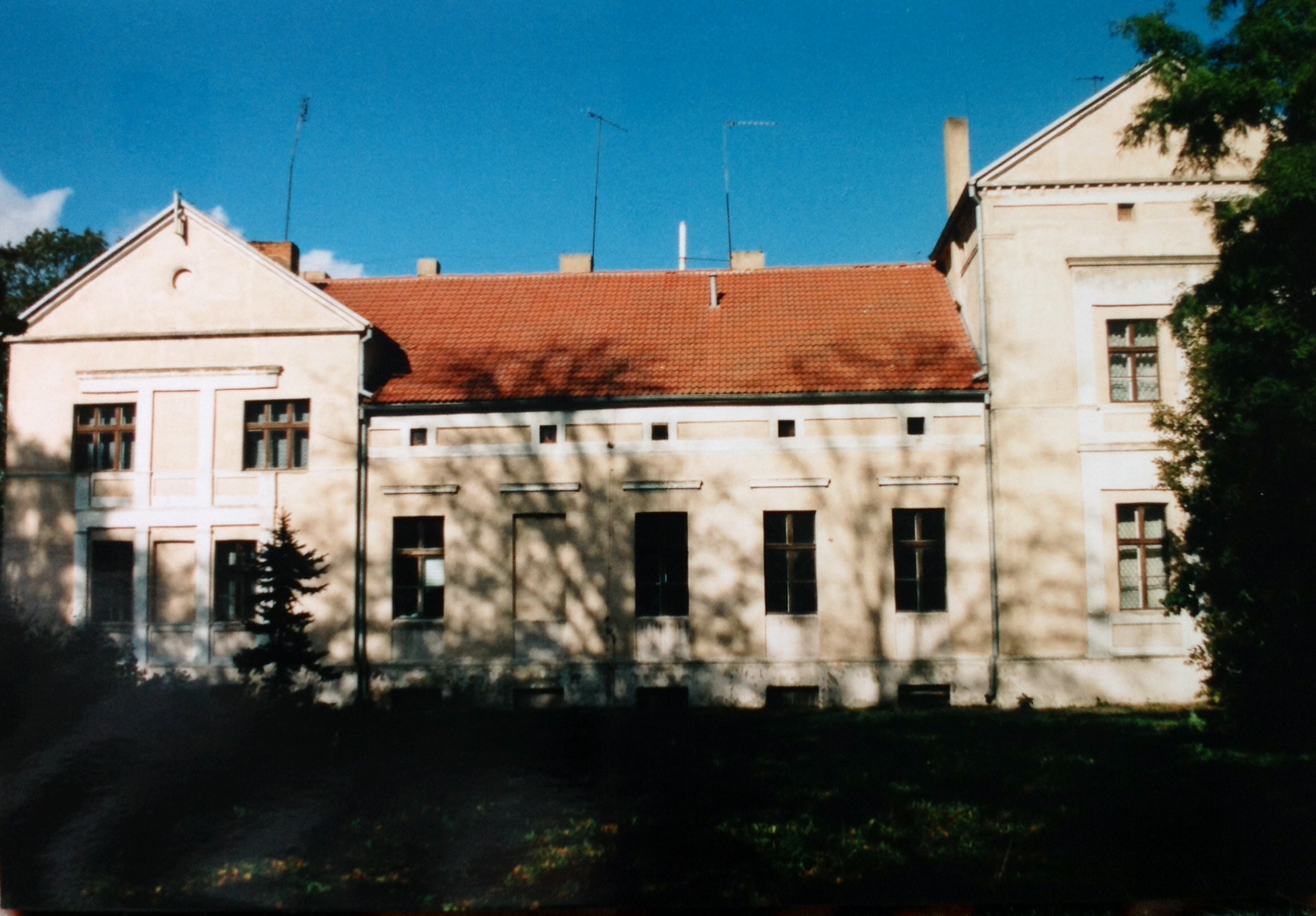
Ehem. Herrenhaus in Tupadły

Der Ortsname ist wahrscheinlich vom polnischen Verb tupać abgeleitet, das so viel wie ‚stampfen‘ oder ‚trampeln‘ bedeutet und mit dem Anbau beziehungsweise der Verarbeitung von Flachs verbunden ist. Tupadły wurde bereits 1394 als Siedlung der Familie Pałuków erwähnt, bis es 1396 im Besitz eines Vogts von Thupadli kam. Im Besitz der Familie Thupadli oder Tupadli war der Ort noch bis zum Ende des 15. Jahrhunderts. 1480 findet sich ein Michael Drogosch als Besitzer von Tupadły, zu der Zeit auch als Tupadla angeführt. 1521 bis 1539 wurde der Ort, der im 16. Jahrhundert seinen Namen häufiger ändert – mitunter erscheint dieser als Thupadla (1577) oder Tupadli (1580) – als Stadt bezeichnet. Der Besitz wurde sowohl unter Angehörigen einer, als auch verschiedener polnischer Adelsfamilien aufgeteilt, darunter die Siernicki, Lankowski, Obodowski und Latalski. Häufig wechselte der Besitz durch Einheirat, möglicherweise auch durch Verpachtung der Ländereien. Möglich ist auch, dass das Dorf in dieser Zeit erweitert wurde. Der wichtigere Teil des Dorfes wurde als Groß Tupadł bezeichnet. Im darauffolgenden Jahrhundert kam das Gut in Händen der Grocholski, Baranowski und Piekarski. Tupadły war ursprünglich ein Vorwerk beziehungsweise ein Nebengut des Landgutes Dembogora (Dębogóra). Die Erben der Eigentümer von Dębogóra waren im 18. Jahrhundert auch gleichzeitig Eigentümer von Tupadły. So erwarb im Jahre 1741 die Familie Manteuffel-Kiełpiński den Besitz unter anderem zusammen mit Dębogóra und Dębogóra Mühle (Dębogórski Młyn).
Die erste Teilung Polens brachte den Ort 1772 an Preußen. Victor Manteuffel-Kiełpiński aus Dębogóra war der letzte polnische Besitzer des Dorfes. Am 9. Juni 1785 verkauften seine Erben einen Teil des Besitzes an den Pfarrer Paul Piekarski. Drei Jahre später, am 24. August 1787, wurde der gesamte Besitz endgültig an Michael Hieronimus Baranowski veräußert. 1807 bis 1815 gehörte das Dorf zum Herzogtum Warschau, da bestand es aus 7 Feuerstellen. 1830 erwarb eine gewisse Rosalie Michalski Tupadły, das seit 1815 wieder zu Preußen, Kreis Schubin, gehörte. Das Gut Tupadly umfasste zu dieser Zeit etwa 570 ha. Durch Heirat mit dem Gutsbeamten Georg Busse, kam die deutsche Familie Busse nunmehr in den Besitz von Dorf und Gut. 1918 gehörten die Besitzer zur Deutschen Minderheit in Polen. Bis 1939 war der Ort Teil des polnischen Staatsgebiets. Zur Zeit der deutschen Besatzung wurde der Ort 1939 in Walburg umbenannt und Teil des Landkreises Altburgund.
Die Familie Busse bewirtschaftete das Gut bis 1945. Neben dem Getreideanbau gehörten eine Rinderzucht, Schweinemast und Schafe zur Gutswirtschaft. Zusätzlich gehörten zum Gut auch 200 ha Waldflächen. Mitte des 19. Jahrhunderts war das Gut bekannt für die Zucht der Schwarzbunten Ostfriesen. Später gehörte diese zur besten Milchviehherde ganz Polens (Tupadlyer Jungbullen) und wurde mehrfach ausgezeichnet. Im Jahr 1939 umfasste das Gut 417 ha landwirtschaftliche Nutzfläche. Die Familie Busse baute das vorhandene Herrenhaus um und erweiterte die Wirtschaftsgebäude ab der zweiten Hälfte des 19. Jahrhunderts. Die Gutsanlage bestand aus drei Teilen: dem herrschaftlichen Park, dem Haupthaus mit Wirtschaftsgebäuden und einer Wohn-Siedlung für die Arbeiter. 1945 floh die deutsche Bevölkerung vor der Sowjetarmee. Diese holte den Treck am 24. Januar 1945 ein und erschoss einen Teil der Flüchtigen, darunter auch den Rittergutsbesitzer Georg Busse.
Das Dorf liegt heute im Powiat Nakielski in der Woiwodschaft Kujawien-Pommern und wurde als ehemals deutsches Eigentum kategorisiert. Nach dem Krieg ging es an den polnischen Staat über. Daraus entwickelte sich die örtliche Landwirtschaftskammer. Im Jahr 1993 wurde das Anwesen von der Agentur für landwirtschaftliches Eigentum vom Finanzministerium erworben. Seit 1995 ist ein wesentlicher Teil des ehemaligen Gutes als Hofanlage verpachtet.

## Persönlichkeiten
- Georg Busse (1871–1945), Abgeordneter des Posenschen und des Preußischen Landtags, Senator im Polnischen Parlament[4]